# Marcel Pauker
Marcel Pauker (ur. 6 grudnia 1896 w Bukareszcie, zm. 16 sierpnia 1938 w Butowie) – rumuński działacz komunistyczny, mąż Any Pauker.
Pochodził z żydowskiej rodziny inteligenckiej. Po skończeniu szkoły luterańskiej i uzyskaniu doktoratu z prawa w Paryżu, był działaczem związkowym. W czasach I wojny światowej, chwilowo przerwał studia, aby zaciągnąć się do armii rumuńskiej. Od grudnia 1918 był aktywny w ruchu komunistycznym. Studiował inżynierię w Zurychu. W lipcu 1921 uzyskał tytuł inżyniera. W czerwcu 1921 ożenił się z Aną Rabinsohn, z którą miał troje dzieci: Tanio (1921-1922), Vlada (1926-2016) i córkę Tatianę (1928-2011). Reprezentował Rumunię na kongresie związków zawodowych krajów bałkańskich w Sofii. W 1925, zagrożony represjami za swoją działalność, uciekł do Związku Radzieckiego, wracając po czterech latach do Rumunii, gdy został objęty amnestią. W latach 1930–1932 ponownie przebywał w ZSRR, gdzie pracował jako inżynier w Magnitogorsku. W latach 30. mieszkał w Pradze. W 1937 znów wyjechał do ZSRR, gdzie padł ofiarą czystek stalinowskich i został rozstrzelany na strzelnicy NKWD koło Moskwy. W 1957 został zrehabilitowany.